# Coupe des clubs champions arabes de football 1986
Navigation
Bagdad 1985 Riyad 1987
La coupe des clubs champions arabes de football 1986 est la quatrième édition de la coupe arabe des clubs champions. Organisée à Tunis en Tunisie, elle regroupe au sein d'une poule unique les champions des pays arabes. Les clubs rencontrent une seule fois leurs adversaires.
C'est le club irakien d'Al-Rasheed, tenant du titre, qui remporte à nouveau cette édition, après avoir terminé en tête de la poule, devançant les Tunisiens de l'Espérance sportive de Tunis et les Saoudiens d'Al-Hilal FC. C'est le second titre international de l'histoire du club et le troisième trophée remporté par un club irakien en quatre éditions.

## Équipes participantes
Sept équipes prennent part au tournoi :
- NA Hussein Dey - 3e du championnat d'Algérie 1984-1985
- ES Tunis - Champion de Tunisie 1984-1985
- MAS de Fès - Champion du Maroc 1984-1985
- Al-Rasheed SC - Champion d'Irak 1984-1985 et tenant du titre
- Al-Hilal FC - Champion d'Arabie saoudite 1984-1985
- Al Arabi Sporting Club - Champion du Koweït 1984-1985
- Al Jaish Damas - Champion de Syrie 1984-1985

## Compétition

### Tour préliminaire
Un tournoi préliminaire entre les quatre clubs du Maghreb (zone 3) a lieu au stade Chedly-Zouiten de Tunis pour les demi-finales, le 21 février 1986, puis au stade olympique d'El Menzah pour la finale et le match de classement. Seul le meilleur d'entre eux se qualifie pour la phase finale.
| Rang | Équipe         | Pts | J | G | N | P | Bp | Bc | Diff |  | Résultats (▼ dom., ► ext.) |  |     |     |     |
| ---- | -------------- | --- | - | - | - | - | -- | -- | ---- |  | -------------------------- |  | --- | --- | --- |
| 1    | ES Tunis       | 6   | 2 | 2 | 0 | 0 | 8  | 1  | +7   |  | ES Tunis                   |  | 2-1 | 6-0 |     |
| 2    | MAS de Fès     | 3   | 2 | 1 | 0 | 1 | 2  | 2  | 0    |  | MAS de Fès                 |  |     |     | 1-0 |
| 3    | NA Hussein Dey | 3   | 2 | 1 | 0 | 1 | 2  | 7  | -5   |  | NA Hussein Dey             |  |     |     |     |
| 4    | Al Dhahra      | 0   | 2 | 0 | 0 | 2 | 1  | 3  | -2   |  | Al Dhahra                  |  |     | 1-2 |     |

### Tournoi final
| Rang | Équipe      | Pts | J | G | N | P | Bp | Bc | Diff |  | Résultats (▼ dom., ► ext.) |  |     |     |     |     |
| ---- | ----------- | --- | - | - | - | - | -- | -- | ---- |  | -------------------------- |  | --- | --- | --- | --- |
| 1    | Al-Rasheed  | 12  | 4 | 4 | 0 | 0 | 7  | 2  | +5   |  | Al-Rasheed                 |  | 1-0 | 2-1 | 1-0 | 3-1 |
| 2    | ES Tunis    | 7   | 4 | 2 | 1 | 1 | 2  | 1  | +1   |  | ES Tunis                   |  |     | 0-0 | 1-0 | 1-0 |
| 3    | Al-Hilal FC | 5   | 4 | 1 | 2 | 1 | 3  | 3  | 0    |  | Al-Hilal FC                |  |     |     | 0-0 | 2-1 |
| 4    | Al-Arabi SC | 4   | 4 | 1 | 1 | 2 | 2  | 3  | -1   |  | Al-Arabi SC                |  |     |     |     | 2-1 |
| 5    | Al-Jaish    | 0   | 4 | 0 | 0 | 4 | 3  | 8  | -5   |  | Al-Jaish                   |  |     |     |     |     |

| Coupe des clubs champions arabes Al-Rasheed Club 2e titre |